# Boris Volynov
Boris Valientinovitch Volynov (en russe : Борис Валентинович Волынов) est un cosmonaute soviétique, né le 18 décembre 1934.
Dernier survivant du premier groupe de cosmonautes soviétiques, constitué en mars 1960, il est aussi celui d'entre eux qui totalise le plus grand nombre d'heures passées en orbite.
Il est par ailleurs considéré comme la première personne de confession juive à s'être rendue dans l'espace.

## Biographie
Sa scolarité se déroule à l'école no 1 de Prokopievsk de l'oblast de Kemerovo.
Diplômé de l'école d'aviation militaire no 24 de Pavlodar en 1953, puis, de la Haute école militaire d'aviation Kachin de Volgograd en 1956, Volynov sert ensite dans les forces de défense anti-aérienne de la Russie, pilotant le chasseur MiG-17.

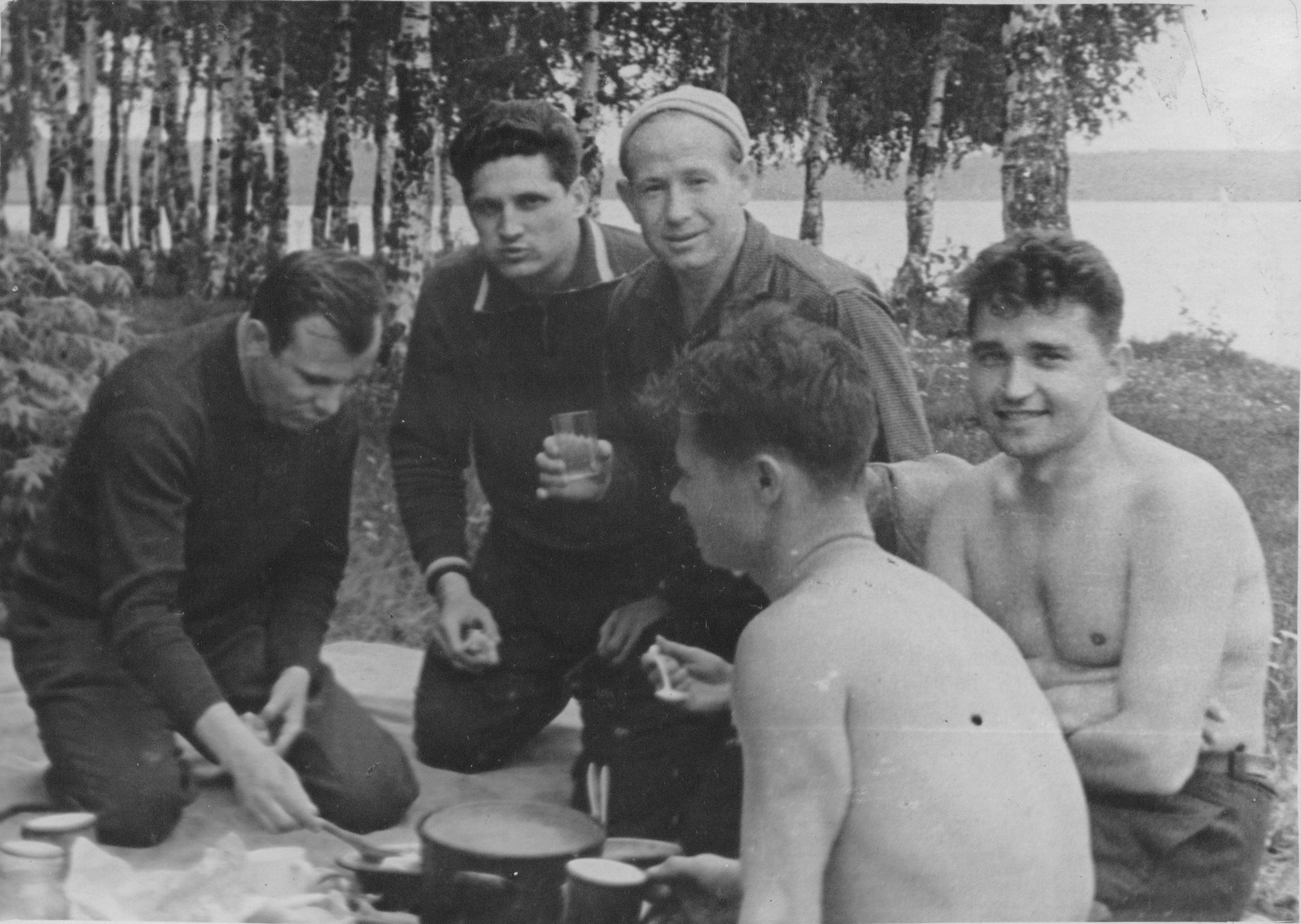
Volynov, deuxième à gauche, entre Youri Gagarine et Alexei Leonov, lors d'un pique-nique à Dolgoprudny en 1963.

Le 7 mars 1960, avec dix-neuf autres pilotes, il intègre le tout premier corps des cosmonautes et suit ses premiers entrainements sur le vaisseau Vostok.
Après avoir été désigné doublure de Valery Bykowsky sur Vostok 5 (en juin 1963) puis de Vladimir Komarov sur Voskhod 1 (en octobre 1964), il est désigné commandant de Voskhod 3 en 1965, devant faire équipe avec Viktor Gorbatko (remplacé ensuite par Gueorgui Chonine). Il est prévu que l'équipage demeure 18 jours dans l'espace, pour battre le record de durée d'un vol spatial détenu par les Américains Borman et Lovell sur Gemini 7, en décembre. Mais la mission est finalement annulée en février 1966 et remplacée par le vol Cosmos 110, au cours duquel deux chiens séjournent 22 jours sur orbite. 
Volynov n'effectue finalement son premier vol spatial qu'en janvier 1969 en tant que commandant de Soyouz 5.
Après avoir été désigné une nouvelle fois doublure (de Sarafanov, sur Soyouz 15, en 1974), il réalise un second vol en juillet-août 1976 : transporté par Soyouz 21, il séjourne près de deux mois à bord de la station militaire Saliout 5.
En 1982, il devient pilote d'essais expérimental et pilote instructeur et, entre 1983 et 1990, il dirige l'unité des cosmonautes. 
Il prend sa retraite en mai 1990. Depuis, il habite à la Cité des étoiles.

## Vols réalisés
- 15 janvier 1969 : commandant de Soyouz 5, il est accompagné de Yevgeny Khrunov et Aleksei Yeliseyev mais il revient seul, trois jours plus tard, ses deux coéquipiers ayant rejoint Soyouz 4 lors d'une sortie extravéhiculaire. Son retour sur Terre est émaillé d'incidents mais il échappe de justesse à la mort.
- 6 juillet 1976 : il passe plus de 49 jours à bord de la station Saliout 5, qu'il rejoint à bord de Soyouz 21, lors du séjour inaugural. Son coéquipier Vitali Jolobov étant pris de violents maux de tête, le retour sur terre est anticipé et l'équipage regagne la Terre le 24 août.

## Titres et décorations
Principaux titres et décorations :
- Deux fois Héros de l'Union soviétique (1969,1976)
- Pilote cosmonaute de l'URSS
- Ordre du Mérite pour la Patrie (le 2 mars 2000)
- Ordre de l'Amitié (le 12 avril 2011)
- Deux fois l'ordre de Lénine (1969, 1976)
- Ordre de l'Étoile rouge (1961)
- Ordre du Service pour la Patrie dans les Forces armées
- Médaille Pour service distingué dans la protection des frontières de l'Union soviétique
- Ordre du drapeau de la République populaire de Bulgarie
- Médaille Fraternité d'armes